# Kyselina trimesinová
Kyselina trimesinová (systematický název kyselina benzen-1,3,5-trikarboxylová) je aromatická karboxylová kyselina, jedna ze tří benzentrikarboxylových kyselin. Je také jednou ze čtyř benzenkarboxylových kyselin s planární molekulou (středy všech atomů jsou v jedné rovině).
Tato kyselina může být kombinována s parahydroxypyridinem za vzniku gelu stabilního do teploty 95 °C.
Kyselina trimesinová krystalizuje z vody v síti vodíkových vazeb.